# Thomasomys kalinowskii
Thomasomys kalinowskii és una espècie de mamífer rosegador de la família dels cricètids. És endèmic dels Andes del centre del Perú. Es tracta d'un animal terrestre. El seu hàbitat natural són els boscos montans. Està amenaçat per la desforestació, la fragmentació del seu medi i l'agricultura.
L'espècie fou anomenada en honor del zoòleg polonès Jan Kalinowski.